# Brazzers
Brazzers é uma produtora canadense de filmes pornográficos. Possui diversos filmes na internet e em sites de filmes eróticos.
Seus atores e atrizes são profissionais na área e por isso a empresa é muito conhecida e famosa em todo o mundo.
A marca Brazzers foi lançado no início de 2005. Embora o seu site é gerenciado a partir de Montreal, no Canadá, a maioria de suas cenas e fotografias são tiradas em Las Vegas, Nevada, Los Angeles, Califórnia, e Miami, na Flórida. O site é reconhecido por ser o principal produtor de Johnny Sins, um dos maiores artistas do cinema para adultos.
Brazzers.com é frequentemente classificado como um dos 500 sites mais vistos da internet.

## História
Em 2008, a Brazzers criou o Mofos, um site que se concentra em atrizes menos experientes e relativamente desconhecidas na indústria.
Brazzers apareceu em um episódio do reality show True Life 3 da MTV, que contou com as estrelas pornográficas Jayden Jaymes e Leidy Hernandez acenando para os fãs durante um evento no estande Brazzers.

## Controle parental
Brazzers possui o sistema de marcação ICRA, qual é parte do Family Online Safety Institute. Ele regula o acesso ao seu site para evitar que as crianças observem seu conteúdo adulto através de uma barra de controle.

## Prêmios
- 2009: Prêmio AVN - Melhor website para adultos[5]
- 2009: Prêmio AVN - Melhor produção de vídeo de nova empresa
- 2009: Prêmio AVN - Melhor lançamento de atriz com seios grandes
- 2009: Prêmio XBIZ - Programa de afiliação do ano
- 2010: Prêmio AVN - Melhor série de Big Bust (Big Tits at School)
- 2011: Prêmio AVN - Melhor Rede de Site para Membros
- 2011: Prêmio AVN  - Melhor série de Big Bust (Big Tits at School)
- 2011: Prêmio AVN  - Melhor lançamento de vinheta (Punição da estrela da pornografia)
- 2012: Prêmio AVN - Melhor série do Big Bust
- 2012: Prêmio AVN  - Melhor site de membros
- 2013: Candidato ao Prêmio XBIZ - Série Vignette do Ano (Big Tits in Sports e MILFs Like It Big); Série All-Girl do Ano (Quente e Média)[6]
- 2014: Prêmio XBIZ - Site Estúdio do Ano[6]
- 2015: Prêmio XBIZ - Site adulto do Ano - Multi-gênero (Brazzers.com)[6]
- 2016: Prêmio XBIZ  - Site Adulto do Adulto - Vídeo (Brazzers.com)[6]
- 2017: Prêmio XBIZ - Melhor Direção de Arte para Tempestade de Reis[6]